# Aeron Edwards
Pour les articles homonymes, voir Edwards.
Aeron Edwards (né le 16 février 1988) est un footballeur gallois évoluant au poste de milieu de terrain dans le club gallois des New Saints.

## Compétitions européennes
Il fait ses débuts en Ligue des champions le 3 août 2010 à l'occasion de la rencontre RSC Anderlecht-TNS (défaite 3-0).

## Palmarès

### En club
The New Saints
- Championnat du pays de Galles
  - Vainqueur : 2013, 2014, 2015, 2016, 2017, 2018.
- Coupe du pays de Galles
  - Vainqueur : 2012.
- Coupe de la Ligue
  - Vainqueur : 2010 et 2011.

## Statistiques
| Saison      | Club           | Pays                 | Championnat        | Coupes nationales  | Coupes européennes |
| ----------- | -------------- | -------------------- | ------------------ | ------------------ | ------------------ |
| 2009 - 2010 | The New Saints | Welsh Premier League | 19 matchs / 4 buts | 10 matchs / 2 buts | -                  |
| 2010 - 2011 | The New Saints | Welsh Premier League | 24 matchs / 3 buts | 7 matchs / 2 buts  | 1 match (C1)       |
| 2011 - 2012 | The New Saints | Welsh Premier League | -                  | -                  | 3 matchs (C3)      |

Dernière mise à jour le 28 juillet 2011